# Geste des Trévires

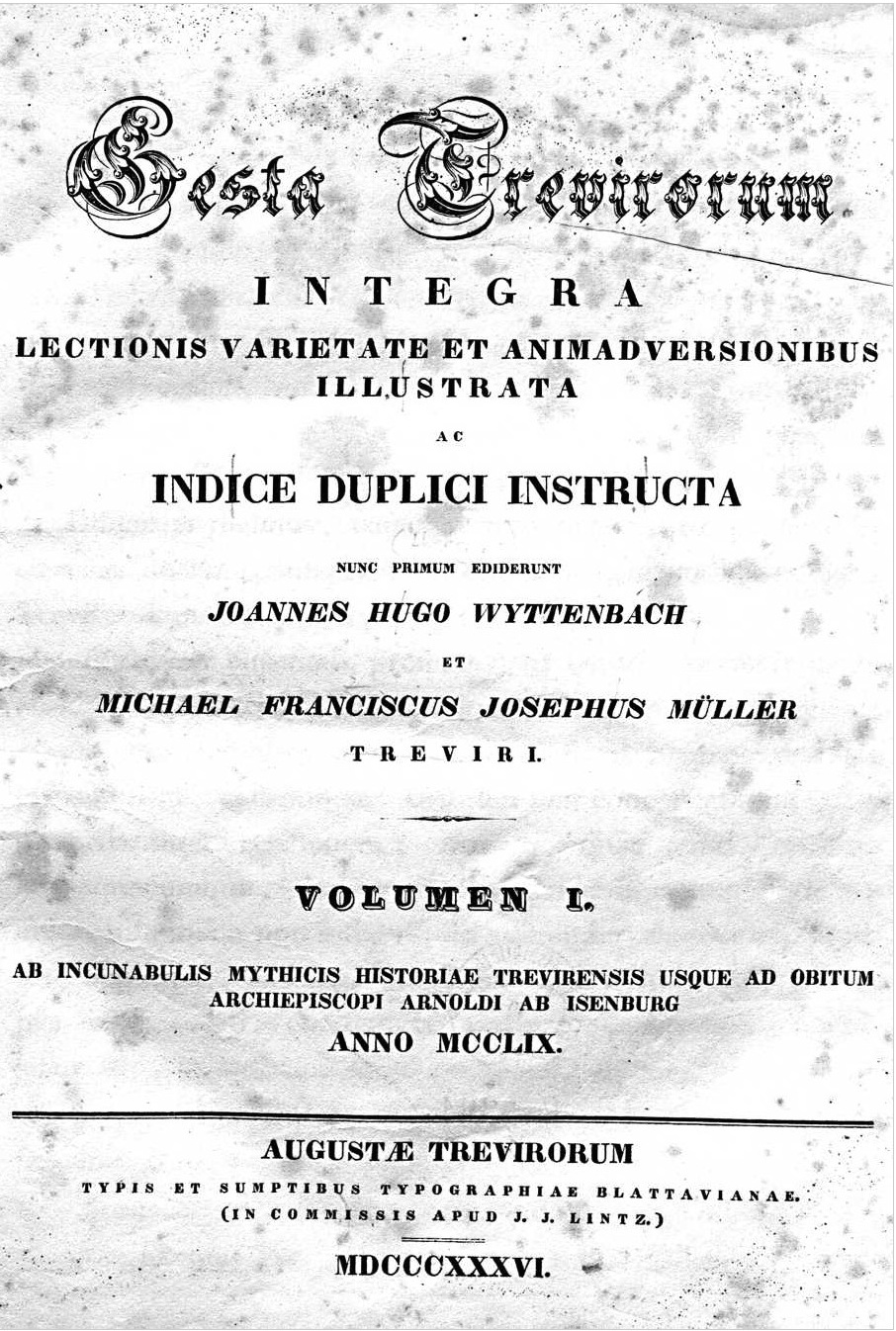
Geste des Trévires. Page de garde de l'édition de Wyttenbach.

La Geste des Trévires (en latin « Gesta Treverorum ») est le nom d'un recueil des  « faits et gestes des Trévires », qui établit l’origine antique de la ville, antérieure à son évangélisation, et s’intéresse autant aux événements séculiers qu’aux évènements religieux. Le recueil comporte des documents d'histoire, des légendes, des écrits papaux et des notes historiques concernant les archevêques de Trèves, en Allemagne.

## Description
Une première version des Gesta, antérieure et non conservée, est rédigée par une moine anonyme du monastère Euchaire de Trèves  entre 1072 et 1079. Elle est développée ensuite en trois versions, une première depuis les débus légendaires de la ville de Trèves 1250 avant la fondation de Rome jusqu'en 1101, une deuxième version étendue et allant jusqu'en 1132 et une troisième version complétée par des documents divers. Les  Gesta sont la première histoire d'ensemble de la ville de Trèves, mais font des emprunts à la Historia Treverorum un peu plus ancienne. 
Les documents dans la Gesta Treverorum sont collectés par les moines bénédictins de  l'abbaye Saint-Matthias de Trèves.  La collection débute en  1105 et est poursuivie jusqu'à la fin de la principauté électorale de Trèves en 1794. La Gesta Treverorum est éditée pour la première fois en Allemagne en 1836–1839 par Johann Hugo Wyttenbach (de) en trois volumes. L'édition de Jacques Paul Migne dans sa Patrologia Latina, volume 154, colonnes 1064-1333, est un peu plus tardive, entre 1844 et 1855.
Des documents voisins ou connexes qui poursuivent l'histoire de la principauté élective jusqu'au XVIIe siècle, sont les Gesta Baldewini de Luczenburch Trevirensis archiepiscopi et Henrici VII Imp., les Gesta Boemundi archiepiscopi Trevirensis, les Gesta Godefridi archiepiscopi Trevirensis et les  Gesta Henrici archiepiscopi Trevirensis et Theoderici abbatis. 

## Éditions commentées
- Georg Waitz (éd.), Gesta Treverorum, Monumenta Germaniæ Historica Scriptores 8. 1848, p. 111–200.
- Georg Waitz (éd.), Gesta Treverorum continuata,  Monumenta Germaniæ Historica Scriptores 24. 1879, p. 368–488.

## Éditions numérisées
Éditions numérisées de la Patrologia Latina, volume 154, colonnes 1064-1333 :
- Gallica, BNF.
- archive.org.

Éditions numérisées de la Gesta Treverorum:
- Gesta Treverorum, édition de Johann Hugo Wyttenbach, Landesbibliothekszentrum Rheinland-Pfalz.
- Gesta Treverorum, Monumenta Germaniae Historica Scriptores 8.
- Gesta Treverorum continuata, Monumenta Germaniae Historica Scriptores 24.